# Most Piewczeskij
Most Piewczeskij (ros. Пе́вческий мост) – most w Petersburgu stanowiący przeprawę przez rzekę Mojkę.
Most ma długość 21 metrów, szerokość 72 metry.
Pierwszy most został zbudowany w roku 1834 jako konstrukcja drewniana, w takim stanie zachował się pięć lat. W latach 1839–1840 w jego miejscu powstał nowy most, jednak tym razem konstrukcji żeliwnej. Budowa nowego mostu według projektu Georga Adama i Wasilija Stasowa trwała rok, a jego otwarcie nastąpiło 24 października 1840 roku. Początkowo mostu przypisano kolor – tak jak pozostałym mostom przegradzającym rzekę Mojkę – i nazywano go Żółtym Mostem, jednak w późniejszym czasie nazwę zmieniono na obecną, która w polskim tłumaczeniu oznacza Most Chóru, nazwa została zaczerpnięta od pobliskiej kaplicy chóralnej.